# لیتوانی ۲۵۷۷
سیارک ۲۵۷۷ (به انگلیسی: 2577 Litva، نامگذاری:1975EE3) دو هزار و پانصد و هفتاد و هفتمین سیارک کشف شده‌است که در ۱۲ مارس ۱۹۷۵ کشف شد.
قدر مطلق سیارک برابر ۱۳٫۱۸ است.